# Anna Bolena
|  | Aquest article tracta sobre el personatge. Vegeu-ne altres significats a «Anna Bolena (Donizetti)». |

Anna Bolena (en anglès: Anne Boleyn) (1501 - 19 de maig de 1536) fou reina consort d'Anglaterra, primera marquesa de Pembroke.
Anna va ser la segona dona del rei Enric VIII i la mare de la reina Elisabet I. El matrimoni d'Enric i Anna, i l'execució d'aquesta, són respectivament el punt de partida i una conseqüència de la considerable agitació política i religiosa que va comportar l'anomenada Reforma anglesa. La pròpia Anna, com a nova reina consort, participà activament en la promoció de la causa de la reforma de l'Església. L'han anomenada «la reina consort més influent i important que Anglaterra ha tingut mai».
Anna Bolena és popularment coneguda per haver estat decapitada sota l'acusació d'adulteri, incest i traïció. Està àmpliament assumit el fet d'haver estat innocent d'aquests càrrecs, fins al punt de ser condiderada més tard com una màrtir en la cultura protestant anglesa, particularment gràcies als treballs de John Foxe. La seva vida ha estat adaptada en nombroses novel·les, obres de teatre, cançons, òperes, drames de televisió i pel·lícules, incloent-hi Anna dels mil dies, The Other Boleyn Girl (Les germanes Bolena), Els Tudor, Les sis mullers d'Enric VIII i Doomed Queen Anne.
En anys recents, l'opinió acadèmica i històrica sobre Anna Bolena li ha estat generalment favorable, en gran part gràcies a dues extenses biografies escrites pel professor Eric Ives (1986 i 2004). Els treballs de David Starkey, David Loades, John Guy, Retha Warnicke i Diarmaid Macculloch també s'hi han mostrat favorables o admiratius. Les populars biografies de Joanna Denny i la feminista Karen Lindsey la van abordar de manera similar. Una excepció notable ve del treball de l'escriptora britànica Alison Weir, els llibres de la qual són sovint bastant més crítics amb Anna.

## Primers anys

### Controvèrsia sobre el seu naixement
La manca d'arxius parroquials del període ha fet impossible establir la data exacta del naixement d'Anna Bolena. Les proves a partir del segle xvi són contradictòries, amb diferents dates que han estat proposades per diversos autors. Un historiador italià, en el 1600, va suggerir que havia nascut el 1499, mentre que el gendre de Thomas More, William Roper, va suggerir una data molt posterior, 1512. Avui dia, el debat acadèmic se centra al voltant de dues dates clau: 1501 i 1507. Ives, un historiador britànic i expert legal, promou la data de 1501, mentre Retha Warnicke, un erudit americà i historiador de gènere que també ha escrit una biografia d'Anna, prefereix 1507.
La peça clau de les proves escrites que protegeixen aquest argument és 
una carta que Anna va escriure el 1514. La va escriure en francès (la seva segona llengua) al seu pare, que encara vivia a Anglaterra mentre Anna completava la seva educació en els Països Baixos. Ives sosté que l'estil de la carta i la seva lletra madura demostra que Anna havia de tenir aproximadament tretze anys en el moment d'escriure-la. Aquesta seria també l'edat mínima en què una noia podria ser una dama d'honor, quan Anna ho va ser de la regenta Margarida. Això es recolza en declaracions d'un cronista de finals del segle xvi, que va escriure que Anna tenia vint anys quan va tornar de França. Aquestes conclusions són qüestionades per Warnicke en diversos llibres i articles, però les proves encara no donen suport de forma concloent a cap data.

### Infància i família
Anna era filla de sir Thomas Boleyn, més tard primer comte de Wiltshire i primer comte d'Ormonde, i la seva esposa, lady Elizabeth Boleyn (nascuda Elizabeth Howard), filla del segon duc de Norfolk. No se sap amb seguretat on va néixer, però hagué de ser entre la mansió de la seva família, Blickling Hall a Norfolk, i la seva residència favorita, el castell de Hever a Kent.
Existien rumors que Anna patia polidactília (sis dits en la seva mà esquerra, en aquell temps considerat un signe del diable) i una marca de naixença o taca en el coll, que sempre cobria amb una joia. Avui dia no hi ha proves que donin suport a aquesta llegenda popular. Cap dels molts relats de testimonis oculars sobre l'aspecte d'Anna Bolena -alguns d'aquests meticulosament detallats- esmenta cap deformitat i molt menys un sisè dit. A més, en una època en què les deformitats físiques solien ser interpretades com un signe del mal, és difícil de creure que Anna Bolena atragués el rei Enric, si realment hagués tingut cap deformitat.
Tampoc se sap amb seguretat quan van néixer els seus dos germans, però sembla clar que sa germana, Maria, era més gran que ella. Els fills de Maria creien que la seva mare era la germana gran; així com la filla d'Anna, Elisabet. El seu germà George Boleyn va néixer als voltants de 1504.
En la seva vida adulta, Anna no va mantenir una relació estreta amb el seu pare, encara que sí durant la infància. La seva relació amb la seva germana Maria sembla haver estat cordial, però no íntima. Tenia una relació més estreta amb la seva mare i el seu germà George, dels quals semblava sentir-se més propera.
En el moment del seu naixement, la família Bolena era considerada una de les més respectables de l'aristocràcia anglesa, encara que tenia un títol des de feia només quatre generacions. Més tard, van ser titllats d'arribistes socials, però aquest era un atac polític. La tradició que els Bolena eren una família de comerciants de Londres és infundada; de fet eren aristòcrates. Anna comptava entre els seus besavis un alcalde (Lord Major) de Londres, un duc, un jarl, dos ladies aristocràtiques i un cavaller; entre els seus parents va nomenar els Howards, una de les famílies més destacades del país. Segurament era de naixença més noble que Jane Seymour o que Caterina Parr, dues de les altres dones angleses d'Enric.
El pare d'Anna era un diplomàtic respectat pel seu talent per als idiomes; era ja favorit d'Enric VII, que el va enviar a moltes missions diplomàtiques a l'estranger. Va continuar amb la seva carrera sota el regnat d'Enric VIII, que va pujar al tron el 1509. A Europa, Thomas Boleyn va tenir molts admiradors a causa del seu professionalisme i el seu encant, entre ells es trobava l'arxiduquessa Margarida d'Àustria, filla de Maximilià I, emperador del Sacre Imperi Romanogermànic, que governava els Països Baixos en nom del seu pare. Va quedar tan impressionada per Thomas Boleyn que va oferir a la filla d'aquest, Anna, un lloc en la seva casa. Generalment, una noia havia de tenir 12 anys per a obtenir tal honor, però pot ser que Anna fora una mica més jove en aquell moment. Margarida es referia a ella afectuosament com la petite Boleyn (no se sap, no obstant això, si el qualificatiu es referia a la seva edat o a la seva alçària). Va causar una bona impressió als Països Baixos per les seves maneres i dedicació i va viure allà des de la primavera de 1513 fins que el seu pare va ordenar que seguís la seva educació a París l'hivern de 1514.
A França, Anna va ser dama d'honor de Clàudia de França i també actuava d'intèrpret sempre que hi hagués algun important convidat anglès a la cort. En la casa de la reina, va completar els seus estudis de francès i va adquirir un coneixement detallat de la cultura francesa i el protocol. També es va interessar per la moda i per l'ètica que reclamava la reforma de l'Església. La seva educació europea va acabar a l'hivern de 1521, quan va tornar a Anglaterra seguint les ordres del seu pare. Va partir de Calais, que llavors encara era una possessió anglesa, el gener de 1522.

### Aparença i personalitat

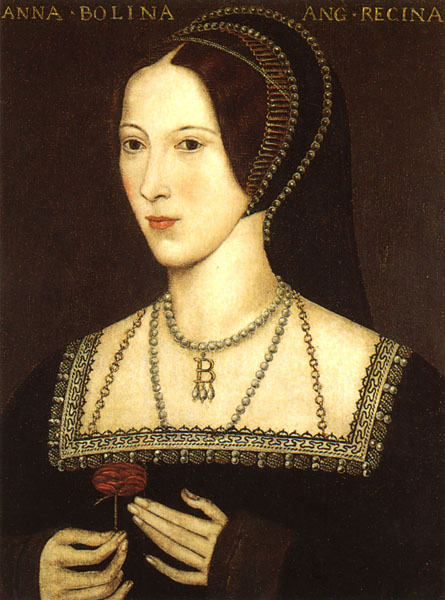
Un retrat d'Anna Bolena pintat alguns anys després de la seva mort. El seu biògraf més recent el considera molt proper a «la veritable Anna Bolena»

Anna Bolena no era convencionalment bella per al seu temps. Era prima i la seva pell es considerava massa fosca. No obstant això, molts van quedar impressionats pels seus ulls foscos i la seva llarga cabellera fosca que duia deixada anar. Un italià que va conèixer Anna el 1532 va escriure, «no era una de les dones més belles del món», no obstant això altres coneguts la consideraven completement belle ('absolutament bella') i «una dona jove, ferma i decidida». Un historiador ha compilat totes les descripcions i conclou així:
«Mai se la va descriure com una gran bellesa, però fins aquells que no n'eren partidaris admetien que tenia un encant exacerbat. El cutis fosc i el cabell negre li donaven un aura exòtica en una cultura que veia la pal·lidesa blanca com la llet com a part imprescindible de la bellesa. Tenia uns ulls especialment notables: "negres i bells", va escriure un contemporani, mentre que un altre va afirmar que eren "sempre els més atractius", i que ella "sabia bé com usar-los amb eficàcia".»
La gent semblava atreta principalment pel carisma d'Anna. Causava bona impressió amb el seu gust per la moda i va inspirar moltes tendències entre les dames de la cort. En una visió retrospectiva, va ser probablement la major icona de la moda anglesa de principis del segle xvi. William Forrest, autor d'un poema contemporani sobre Caterina d'Aragó, va elogiar l'«excel·lent pas» d'Anna i la seva habilitat com a ballarina. «Aquí», va escriure, «era [una] ufanosa donzella que podia fer una ensopegada i seguir endavant.»
«L'encant d'Anna era no tant en el seu aspecte físic, com en la seva viva personalitat, la seva elegància, el seu agut enginy i altres habilitats. Era baixa i ostentava una suggestiva fragilitat… va destacar en el cant, component música, ballant i conversant… No era sorprenent, per tant, que els joves de la cort pul·lularen al seu voltant.»
Era una devota cristiana en la nova tradició del moviment humanista del Renaixement (qualificar-la com a protestant seria una exageració). Va fer generoses donacions i va cosir camises per als pobres. En la seva joventut, era «dolça i alegre» i gaudia amb els jocs d'atzar, bevent vi, i xafardejant. Era valenta i emotiva. No obstant això, segons els seus enemics, Anna també podia ser extravagant, neuròtica, rancorosa i malhumorada:
«A nosaltres, ens sembla religiosament inconseqüent, més que agressiva; calculadora, més que emotiva; amb un lleuger toc cortesà, encara que amb gran control polític… una dona que va prendre el control de la seva pròpia situació en un món d'homes; una dona que va fer que la seva educació, el seu estil i la seva presència pesessin més que els desavantatges del seu sexe; va passar de ser moderadament ben vista, a conduir una tempesta a la cort i al rei. Potser, al final, és l'avaluació de Thomas Cromwell la que hi estigui més a prop: intel·ligència, esperit i coratge.»

## Enric VIII

### Amors reials

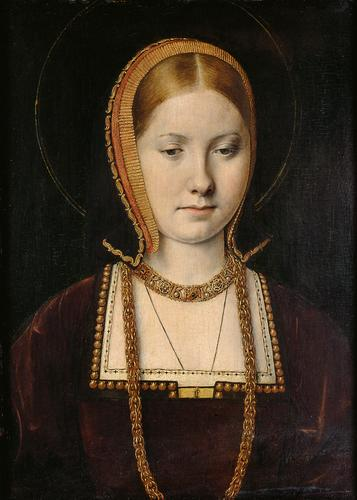
Caterina d'Aragó, primera muller d'Enric VIII

Quan Anna Bolena va arribar a la cort, la primera muller d'Enric, Caterina d'Aragó, era popular a pesar de no participar en política ni en la vida de la cort durant algun temps. Tots els fills que va tenir amb Enric havien mort joves i el rei estava preocupat per tenir un baró hereu del tron a fi de conservar la monarquia i evitar la guerra civil.
Bolena va debutar en la cort en un ball de disfresses el març de 1522, en què va portar a terme un complicat ball acompanyant la germana més jove del rei, diverses grans dames de la cort i la seva germana Maria (en aquell temps, amant del rei). Unes setmanes després d'aquesta interpretació, Bolena era coneguda com la dona de moda i més important de la cort i s'hi referien com «el mirall de la moda» (glass of fashion).
En aquella època, la cortejava Henry Percy, fill del comte de Northumberland, al voltant de 1522. La naturalesa exacta de la relació entre ambdós és confusa. Moltes novel·les i adaptacions cinematogràfiques han idealitzat la història descrivint com els joves amants van consumar la seva unió. No obstant això, val la pena notar que hauria estat impossible mantenir el seu compromís matrimonial, si hagués estat consumat i alguns dels seus biògrafs han indicat que Anna havia vist massa reputacions arruïnades, per arriscar la seva. Un sacerdot catòlic, George Cavendish, que sentia antipatia per ella però era amic de Henry Percy, amb posterioritat va declarar categòricament que mai havien estat amants. Amb això, sembla poc probable que la seva relació fos sexual.
L'idil·li es va trencar el 1523, quan el pare de lord Henry es va negar a donar suport al compromís. Una teoria és que l'enllaç, el va trencar en secret el cardenal Wolsey, ministre principal d'Enric, perquè el rei volia Anna per a si mateix. És impossible saber amb precisió si això va ser així i els historiadors estan dividits. Les proves, per declaracions fetes a la germana d'Anna, Maria i el seu marit, sir William Carey, indiquen que llavors Enric estava implicat en un enamoriscament per Maria Bolena.
Segons George Cavendish, van enviar breument Anna de la cort a les finques rurals de la seva família, però no se sap per quant de temps. Quan va tornar a la cort, va reunir una camarilla d'amigues i admiradors i es va fer famosa per la seva capacitat de mantenir els homes a distància. El poeta sir Thomas Wyatt va escriure sobre ella en el poema Whoso List to Hunt Arxivat 2013-08-18 a Wayback Machine., en el qual la va descriure com a inassequible i cabuda, encara que semblés púdica i tranquil·la. El 1525, Enric VIII es va enamorar d'ella i va començar a perseguir-la.

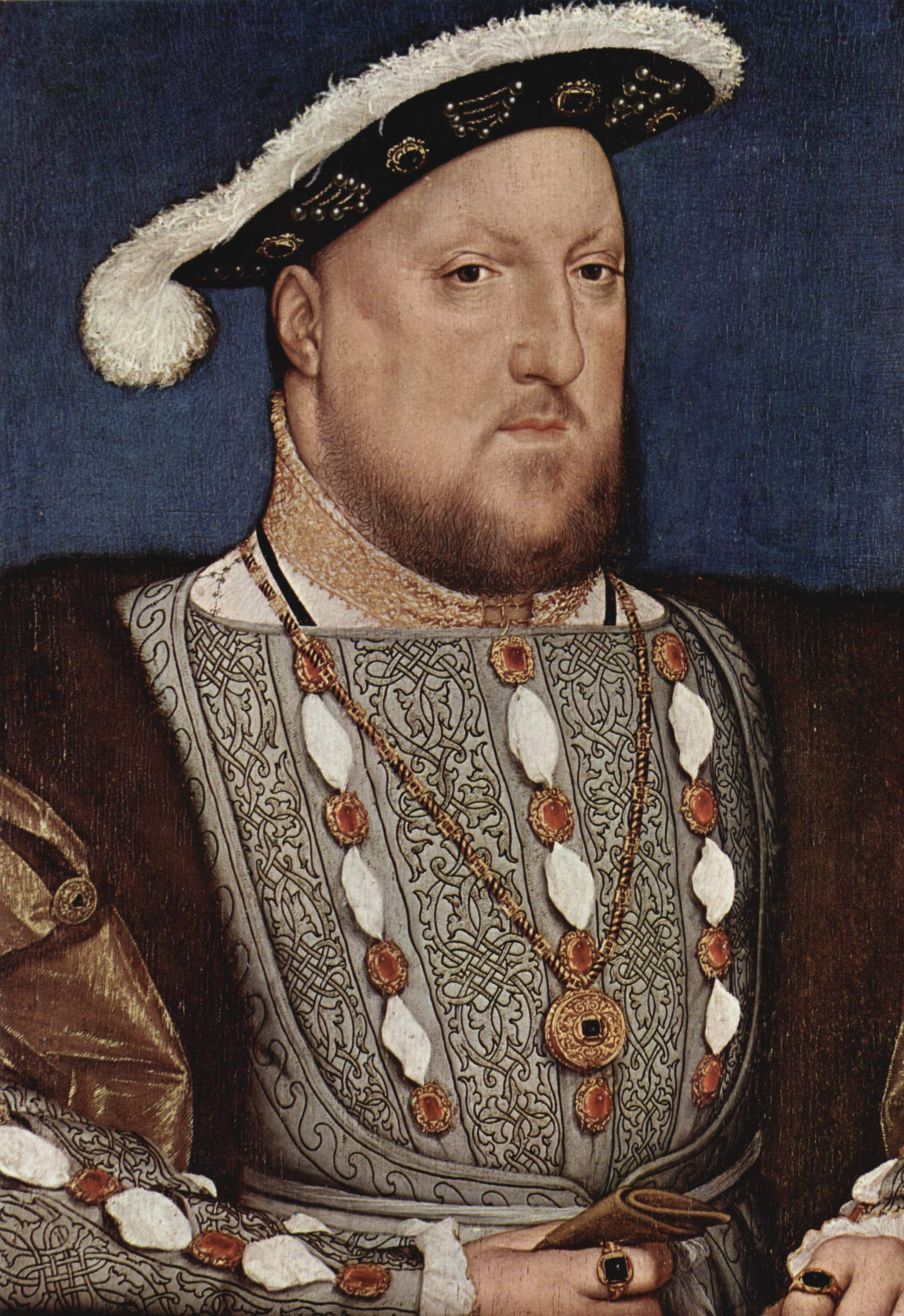
El rei Enric VIII d'Anglaterra va aclaparar Anna amb dotzenes de cartes d'amor

La germana d'Anna, Maria, havia estat amb anterioritat amant per un temps del rei Enric, durant el temps que va estar casada amb sir William Carey, un cavaller de la cambra privada del rei. S'ha remorejat durant molt temps que un o els dos fills de Maria Bolena van ser engendrats per Enric. Alguns escriptors, com Alison Weir, qüestionen ara si Henry Carey (el fill de Maria) realment era fill del rei.
Anna es va resistir als seus intents de seducció i es va negar a convertir-se en la seva amant. Va rebutjar les propostes inicials del rei dient, “suplico a Sa Altesa molt seriosament que desisteixi, i aquesta és la meva resposta en bona part: prefereixo perdre la vida que l'honestedat.” El rei es va sentir més atret encara després d'aquesta negativa i la va empaitar incessantment, fins i tot després que ella abandonés la cort per a tornar a Kent. Els historiadors estan dividits sobre els motius d'Anna per rebutjar Enric -uns diuen que era virtut i altres que ambició-. Al final, ell li va proposar matrimoni i ella va acceptar. No obstant això, va decidir no ficar-se al llit amb ell abans de casar-se, ja que la relació prematrimonial significava que si tenien un fill, aquest seria il·legítim. Sovint es pensa que el capritx d'Enric per ella va ser una manera d'anul·lar el seu matrimoni, mentre que hi ha proves fiables que Enric va prendre la decisió d'eliminar el seu matrimoni amb la reina Caterina, perquè aquesta no li havia donat un hereu; els dos punts de vista no són excloents. Enric i els seus ministres van sol·licitar una anul·lació a la Santa Seu el 1527.
Al principi, Bolena ho va mantenir en secret, però pel 1528 era del coneixement públic que Enric tenia la intenció de casar-se amb ella. Els parents d'Anna van donar suport a la seva causa i tenien molts partidaris en la cort. Al principi, no obstant això, ella es va mantenir allunyada de la política. Es va delectar en el seu estil de vida recentment descobert -Enric ho pagava tot-, i va acumular una important quantitat de vestits, pells i joies. Li van assignar els seus propis servents, diverses dames d'honor i noves dependències a palau.

### El poder darrere el tron
El 1529, semblava que el papa Climent VII no concediria a Enric l'anul·lació que li havia sol·licitat el 1527. En part, el problema era que l'emperador Carles V, nebot de Caterina d'Aragó, havia fet presoner Climent. Per això, Enric va veure que era poc probable que Climent li concedís l'anul·lació a la tia de l'emperador. A més, l'Església, enredada en la Reforma, difícilment podia permetre's contradir-se a si mateixa amb l'anul·lació d'un matrimoni que originàriament garantia una dispensa, sense donar als seus enemics més raons per a ridiculitzar la seva autoritat. Amb la tensió política a l'estranger, la cort va caure en confusió i a partir d'aquest moment va quedar en dubte la lleialtat del cardenal Wolsey als Bolena.

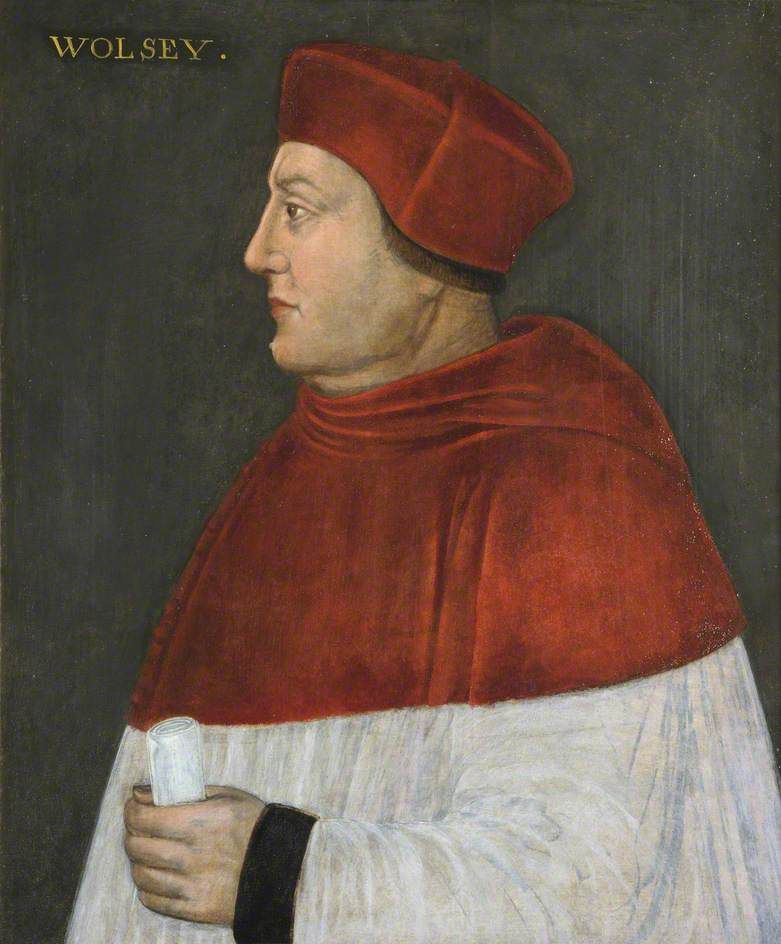
El cardenal Wolsey

Convençuda que era un traïdor, Anna Bolena va mantenir la pressió fins que Wolsey va ser destituït del seu càrrec institucional el 1529. Després del seu acomiadament, el cardenal li va demanar que l'ajudés a tornar al poder, però ella s'hi va negar. Llavors, Wolsey va començar a tramar un complot secret per forçar Anna a l'exili. Per a això, va iniciar contactes amb la reina Caterina i el Papa. Quan es va descobrir el complot, Enric va ordenar detenir Wolsey i, si no hagués estat per la seva mort a causa d'una malaltia terminal el 1530, podria haver estat executat per traïció. Un any més tard, la reina Caterina va ser bandejada de la cort i les seves antigues estances lliurades a Anna.
Amb Wolsey mort, Anna Bolena es va convertir en la persona més poderosa de la cort. Tenia un considerable poder per a nomenar els membres del govern i en assumptes polítics.
La seva exasperació per la negativa del Vaticà de convertir-la en reina la va orientar cap a una nova alternativa. Va suggerir que Enric havia de seguir el consell de radicals religiosos com William Tyndale, que va negar l'autoritat papal i creia que era el monarca qui havia de conduir l'Església. Quan William Warham, conservador arquebisbe de Canterbury, va morir, Bolena va designar el capellà de la seva família -Thomas Cranmer- per al lloc. També va donar suport a l'ascens del radical Thomas Cromwell, que es va convertir en el nou favorit del rei.
Durant aquest període, Bolena també va ocupar un gran paper en l'escena internacional d'Anglaterra, solidificant l'aliança amb França. Va establir una excel·lent relació amb l'ambaixador francès, Gilles de la Pommeraye, que va quedar captivat per ella. Amb la seva ajuda, va preparar una conferència internacional a Calais en l'hivern de 1532, en la qual Enric esperava guanyar el suport de Francesc I de França per al seu nou matrimoni.
Abans de partir cap a Calais, Enric li va atorgar a Anna el marquesat de Pembroke, i la convertí en la primera plebea anglesa a esdevenir noble per dret propi en lloc de per herència. La família d'Anna també va treure partit de la relació; el seu pare, ja vescomte Rochford, va ser nomenat comte de Wiltshire i (gràcies a un tracte entre el rei i els cosins irlandesos d'Anna, la família Butler) comte de Ormonde. Gràcies a la intervenció d'Anna, la seva enviduada germana Maria va rebre una pensió anual de 100 lliures, i el fill d'aquesta, Henry Carey, va ser educat en un prestigiós monestir cistercenc.

### Matrimoni
La conferència de Calais va ser un triomf polític, ja que el govern francès finalment va donar el seu suport al nou matrimoni d'Enric. Immediatament després de tornar a Dover, a Anglaterra, Enric i Anna van celebrar una cerimònia matrimonial en secret. Ella va quedar embarassada en uns mesos i, com era costum en la reialesa, va haver-hi una segona cerimònia matrimonial, que va tenir lloc a Londres el 25 de gener de 1533.
En aquest moment, els esdeveniments van començar a moure's amb pas ràpid. El 23 de maig de 1533, Thomas Cranmer, arquebisbe de Canterbury, en la sessió del judici en un tribunal especial que es va reunir en el priorat de Dunstable per a decidir sobre la validesa del matrimoni del rei amb Caterina d'Aragó, va declarar el matrimoni d'Enric i Caterina sense força legal. Cinc dies més tard, el 28 de maig de 1533, Cranmer va declarar que el matrimoni d'Enric i Anna era autèntic i vàlid. Set anys després que la seva relació amb Enric hagués començat, Anna era per fi legalment la seva esposa i reina d'Anglaterra. Caterina va ser formalment despullada del títol de reina a temps per a la coronació d'Anna, que va ser l'1 de juny de 1533. Desafiant el papa, Cranmer va declarar que l'Església d'Anglaterra estava sota el control d'Enric, no de Roma. Aquesta va ser el famós «trencament amb Roma», que va assenyalar el final de la història d'Anglaterra com un país catòlic. Poques persones van ser conscients del significat en aquells dies, i menys encara van estar preparades per a defensar l'autoritat del papa. La reina Anna estava encantada amb aquest desenvolupament -encara que retingués les aparences, amb abillats catòlics (el rei no hauria permès cap altra opció), ella creia que el papat era una influència de corrupció en el cristianisme. Les seves tendències catòliques residuals poden ser vistes en l'ostentosa devoció a la Mare de Déu en el desplegament de la seva coronació.
Després de la seva coronació, Anna es va assentar en una rutina tranquil·la per preparar-se per al naixement de la seva filla. Es va sentir profundament afligida quan Enric es va encapritxar amb una dama de la cort, que va provocar el seu primer enfrontament seriós. L'assumpte va ser breu, ja que Enric no va voler que res posés en perill l'embaràs de la seva esposa.
La filla d'Enric i Anna va néixer una mica prematurament el 7 de setembre de 1533, en el palau favorit del rei, el palau de Placentia. Van batejar la seva filla amb el nom d'Elisabet, en honor de la mare d'Enric, Elizabeth de York. Li van donar un bateig esplèndid, però Anna va témer que la filla de Caterina, Maria, amenacés la posició d'Elisabet. Enric va calmar els temors de la seva esposa separant Maria dels seus molts servents i enviant-la a Hatfield House, on la princesa Elisabet vivia amb la seva pròpia magnífica plantilla personal de criats. L'aire del camp era millor per a la salut del bebè, i Anna era una mare afectuosa que amb regularitat va visitar la seva filla. Les seves visites eren també mostres de la fricció entre ella i la seva fillastra la princesa Maria, que es referia ella com «l'amant del meu pare», mentre Anna anomenava Maria «aquesta maleïda bastarda».

### Vida com a reina
Anna tenia una plantilla de servents més gran que la de Caterina: hi havia més de 250 criats per a atendre les seves necessitats personals, des de sacerdots fins a mossos d'estable. Hi havia també més de 60 dames d'honor que la servien i acompanyaven en esdeveniments socials. També va emprar diversos sacerdots que van actuar com els seus confessors, capellans i consellers religiosos. Un d'aquests era el religiós moderat Matthew Parker, que es convertiria en un dels principals arquitectes de la moderna Església d'Anglaterra sota el regnat de la seva filla Elisabet I.
La seva reputació com a reformista religiosa es va estendre per Europa, i va ser aclamada com una heroïna per figures protestants; fins i tot Martí Luter va veure la seva pujada al tron com un bon signe. També va salvar la vida del reformista francès Nicolàs Bourbon, que va ser condemnat a mort per la Inquisició francesa. Va apel·lar a la família reial francesa, que va salvar la vida de Bourbon com un favor a la reina anglesa. Bourbon es referiria més tard a ella com «la reina que Déu ama». Encara que advoqués per la reforma religiosa, sobretot traduint la Bíblia a l'anglès, no va desafiar la doctrina catòlica de la transsubstanciació. A més, quan el seu marit es va oposar a la major part de les reformes doctrinals luteranes, Anna va haver de ser curosa quant a dirigir Anglaterra cap al que sovint es va anomenar «el nou aprenentatge». Era també una generosa patrocinadora de la caritat, distribuint almoines per ajudar els pobres i fons a fundacions educatives.
Com a reina, va presidir una cort magnífica. En el segle xvi, s'esperava de les famílies reials que fossin extravagants, a fi de comunicar la força de la monarquia. Anna va gastar sumes enormes en vestits, joies, tocats, ventalls de ploma d'estruç, equipament de muntura, i la tapisseria i mobiliari més fins procedents de tot el món. Nombrosos palaus van ser renovats per satisfer els seus gustos extravagants.

### Altres embarassos
Considerant les condicions del seu matrimoni i el desig desesperat d'Enric d'un fill, la seqüència dels embarassos d'Anna ha atret molt d'interès. Hi ha estimacions que ella tingués no menys de tres embarassos, tots acabats en avortaments espontanis produïts en un estat de gestació tan primerenc que mai eren extensament coneguts i el sexe dels nens no podia ser determinat. Fonts fidedignes certifiquen només el naixement d'Elisabet al setembre de 1533, un avortament a l'estiu de 1534, i l'avortament d'un fetus baró, d'aproximadament quatre mesos i mig de gestació, el gener de 1536. Les dates en què aquests embarassos hagueren d'haver començat suggereixen que l'únic altre moment que ella pogués haver concebut i avortat hauria estat entre setembre de 1534 i principis de l'estiu de 1535. Anna possiblement va tenir un embaràs addicional i va fracassar en els primers mesos de 1535, però sembla molt improbable que hagués tingut altres tres embarassos a més dels tres confirmats per fonts oficials. Mike Ashley, en British Kings & Queens, escriu que Anna va tenir dos nens morts després del naixement d'Elisabet i abans del naixement d'«Edward», clarament una injustificada referència al nen baró que Anna va perdre el 1536; ningú hauria pensat a donar un nom a un nen nascut tan prematurament. Cap font contemporània és explícita sobre el sexe del nen d'Anna malmès el 1534.

### Mort de Caterina d'Aragó
El gener de 1536, Caterina d'Aragó es va morir de càncer. Després de la notícia de la seva mort, es diu que Enric i Anna es van engalanar amb robes de color groc brillant. Alguns historiadors ho han interpretat com a demostracions públiques d'alegria per la mort de Caterina, però és dubtós que la parella reial hagués celebrat en públic la mort de Caterina, ja que Enric la considerava «princesa vídua de Gal·les», la vídua del seu germà el príncep Artur.
Van circular remors que Caterina havia estat enverinada (en culpaven tant Anna com Enric); els rumors van sorgir després de descobrir en l'embalsamament que tenia el cor ennegrit. Els experts mèdics moderns estan d'acord que la foscor del cor de Caterina no era a causa de l'enverinament, sinó a causa del càncer de cor, quelcom que no es coneixia en aquell temps. Després de la mort de Caterina, Anna va intentar de millorar les relacions amb la filla de Caterina, Maria, però també va ser rebutjada.

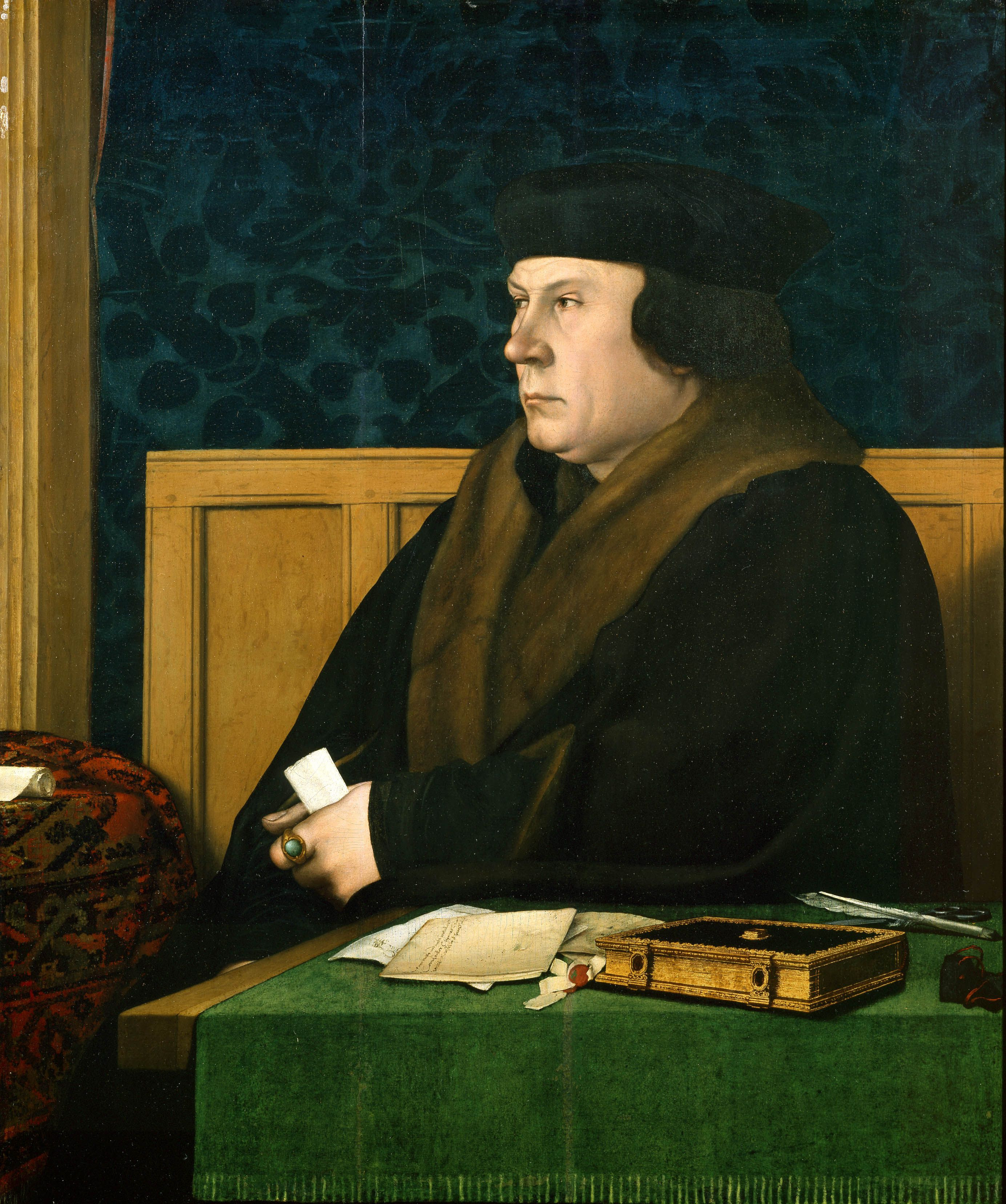
Thomas Cromwell: l'antic aliat d'Anna que més tard va preparar el complot que li va causar la mort

Durant el dia de l'enterrament de Caterina, el 29 de gener de 1536, Anna va sofrir un avortament. Per a la major part d'observadors, aquesta pèrdua personal va ser el principi de la fi del matrimoni reial. El que va passar després és un dels períodes més polèmics de la història anglesa, ja que és tant una tragèdia personal com un indicatiu de les tendències polítiques més extenses que van governar la casa dels Tudor en aquest període.
Quan Anna es va recuperar de l'avortament, Enric va declarar que el seu matrimoni estava maleït per Déu. Jane Seymour va ser traslladada a noves dependències i el germà d'Anna no va ser acceptat en un prestigiós orde de cavalleria, l'orde de la Lliga, que en canvi li va ser atorgat al germà de Jane Seymour. En diverses ocasions al llarg d'aquests mesos, Anna va expressar el seu temor davant la possibilitat d'un pròxim divorci.

### Caiguda
En els últims dies d'abril, un músic flamenc al servei d'Anna anomenat Mark Smeaton va ser detingut i torturat per Thomas Cromwell. Al principi, va negar que ell fos l'amant de la reina, però, sota tortura, va confessar. També va proporcionar el nom d'un altre cortesà -sir Henry Norris-, un vell amic tant d'Anna com del rei. Norris va ser detingut durant el May Day ('1 de maig'), però atès que era un aristòcrata no podia ser torturat. Ell va negar la seva culpabilitat i va jurar que Bolena era també innocent. Sir Francis Weston va ser detingut dos dies més tard sota el mateix càrrec. També van detenir William Brereton, un mosso de la cambra privada del rei, que va ser també arrestat per adulteri, però realment sembla probable que va ser víctima d'un vell rancor contra ell, sostingut per Thomas Cromwell. L'acusat final era el mateix germà de la reina Anna, detingut sota acusació d'incest i traïció, acusat de mantenir relacions sexuals amb la seva germana durant els últims dotze mesos.

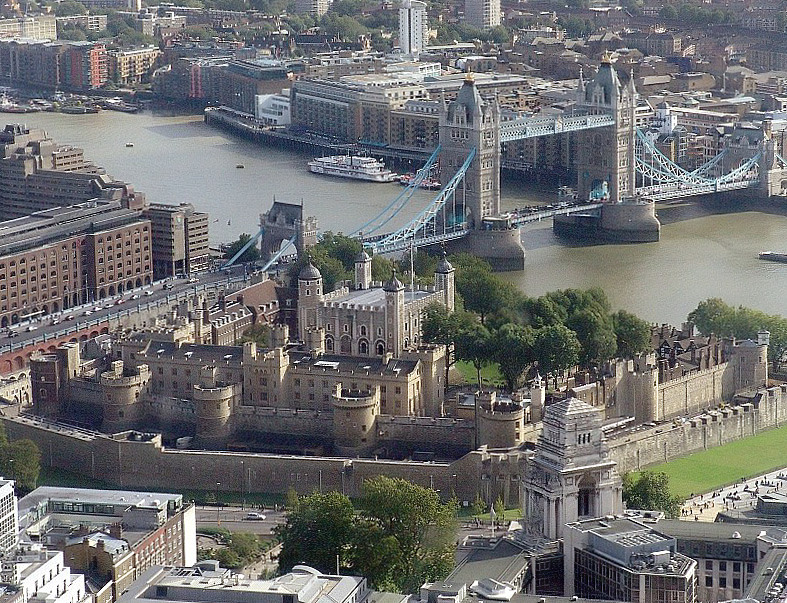
Vista aèria de la torre de Londres

El 2 de maig de 1536, Anna va ser detinguda durant l'esmorzar i duta a la torre de Londres. En la torre, va patir una crisi nerviosa menor, i exigí saber tots els detalls sobre el parador de la seva família i els càrrecs contra ella.
Quatre dels homes van ser processats a Westminster el 12 de maig de 1536. Weston, Brereton i Norris van mantenir públicament la seva innocència i només el torturat Smeaton va donar suport a la corona declarant-se culpable. Tres dies més tard, Anna i George van ser processats per separat a la torre de Londres. Ella va ser acusada d'adulteri, incest i alta traïció. La sospita popular contra Enric i la seva amant, Jane Seymour, que van ser vistos de banquet en el Tàmesi, era generalitzada. Diversos pamflets van circular per Londres burlant-se dels processos i donant suport a la reina.

### Execució
George i els altres acusats varen ser executats el 17 de maig. El senyor i la senyora Kingston, els encarregats de la torre, van relatar que Anna semblava molt feliç, i amatent a seguir la seva vida. Es diu que ella havia comentat, quan lord Kingston li va portar les notícies que el rei havia commutat la seva sentència d'incineració per la de decapitació, i havia contractat un esgrimidor de Calais per a l'execució, en lloc de degollar una reina amb la destral comuna: «No tindrà gaire problema, ja que tinc un coll prim. Seré coneguda com "la reine sans tête" (la reina sense cap)!»
Van anar a cercar Anna durant el matí del 19 de maig per dur-la a la torre Verda, on havia de permetre-se-li la dignitat d'una execució privada. El governador (Constable) de la torre va escriure d'ella:
«Aquest matí em va fer cridar, a veure si jo podria estar amb ella mentre rebia el bon Senyor (és a dir, combregava), amb la intenció que l'escoltés i així deixar clara la seva innocència. I en l'escriptura d'això ella em va cridar a mi, i a la meva arribada va dir: "Sr. Kingston, escolto que no moriré abans del migdia, i sento molt per això, ja que pensava estar morta a aquestes hores i per davant del meu sofriment". Li vaig dir que això no hauria de ser cap sofriment, que seria molt breu. I després ella va dir: "he escoltat dir que el botxí és molt bo, i tinc un coll petit", i després es va posar les mans al coll, rient cordialment. He vist molts homes i dones executats, i que han estat en gran pena, i per al meu coneixement aquesta dama té molta alegria en la mort. Senyor, el seu almoiner està contínuament amb ella, i va ser així des de les dues en punt després de la mitjanit.»
Duia posada «unes enagües vermelles sota un vestit gris fosc de Damasc, adornat amb pells». El seu cabell fosc estava recollit i duia el seu acostumat tocat francès. Va fer un breu discurs:
«Bona gent cristiana, he vingut aquí per morir, d'acord amb la llei, i segons la llei es jutja que jo mori i, per tant, no diré res contra això. He vingut aquí no per a acusar cap home, ni a dir res d'això, que jo sóc acusada i condemnada a morir, sinó que reso a Déu perquè salvi el rei i li doni molt de temps per regnar sobre vosaltres, per al més generós príncep misericordiós que no hi ha hagut mai: i per a mi ell va ser sempre bo, un senyor gentil i sobirà. I si alguna persona es fica en la meva causa, requereixo que ells jutgin el millor. I així prenc la meva partida del món i de tots vostès, i cordialment els demano que resin per mi. Oh, Senyor, tingues misericòrdia de mi, a Déu encomano la meva ànima.»
Llavors, es va agenollar en posició vertical (en les execucions a l'estil francès, amb una espasa, no hi havia cap bloc per a donar suport al cap). La seva oració final va consistir a repetir: «a Jesucrist encomano la meva ànima; el Senyor Jesús rep la meva ànima.» Les seves dames van llevar el tocat i li van lligar una bena sobre els ulls. L'execució va ser ràpida, consistent en un sol cop: segons la llegenda, l'esgrimidor va ser tan considerat amb Anna que va dir: «On és la meva espasa?» i després la va degollar, perquè ella pensés que tenia encara uns moments més per a viure i no sabria que l'espasa estava en camí.
Al llarg del riu, el reformista escocès Alesius acompanyava Thomas Cranmer quan caminava pels jardins del palau de Lambeth. Van haver d'escoltar el tir de canó de la torre, assenyalant el final, ja que l'arquebisbe va mirar cap amunt i va proclamar: «Ha estat reina anglesa en la terra i avui serà una reina del cel». Llavors, es va asseure en un banc i va plorar.
El govern no va aprovar proporcionar un taüt apropiat per a Anna. Així, el seu cos i cap van ser dipositats en un arca allargada i sepultats en una tomba sense marcar en la capella de St. Peter ad Vincula. El seu cos va ser identificat en unes reformes de la capella sota el regnat de la reina Victòria, i d'aquesta manera el lloc de descans de les restes mortals d'Anna està marcat ara en el sòl de marbre.

## Teories sobre la causa de la seva caiguda
Els historiadors encara discuteixen sobre la causa de la caiguda d'Anna del tron. Hi ha diverses teories prominents sobre la defunció d'Anna Bolena, que l'historiador d'Oxford, Steven J. Gunn, va descriure com una històrica «guerra de trinxeres».
- Culpable de les seves acusacions: l'historiador anglès George W. Bernard és l'únic historiador modern a sostenir que Anna era culpable d'adulteri i traïció. El 1991 va escriure: «Potser la conjectura més segura per a un historiador modern és que Anna, en efecte, havia comès l'adulteri amb Norris i breument amb Mark Smeaton i que hi havia bastants proves circumstancials per a posar en dubte raonable els desmentiments dels altres.»

- Una víctima romàntica: la teoria tradicional és que Anna va ser víctima de la crueltat del seu marit i que el seu fracàs a engendrar un fill va significar que Enric no es detindria fins a desfer-se'n. Sir Geoffrey Elton, historiador tudorista del segle xx, va sostenir que «Anna i cinc homes van ser condemnats a mort en el procés legal perquè el rei desitjava casar-se altra vegada... Enric havia rebutjat els escrúpols per a aconseguir la seva meta i estava preparat per a aparèixer com un cornut i una víctima de la bruixeria».[34]

- Un atac polític: la teoria més popular és que Anna va ser eliminada per un complot de palau orquestrat pels seus enemics. Una aliança amb Espanya es feia desitjable per diversos motius, i Anna era tan impopular entre la família reial espanyola que la seva presència era un seriós obstacle per a aconseguir-ho. Thomas Cromwell, el seu antic partidari i el canceller del rei, per tant, es va adonar d'on Anna hauria d'anar a parar. Va estar més que amatent a sacrificar cinc homes innocents per fer-ho (els quals eren també amics d'Anna i podrien, per tant, oposar-se a la seva destrucció si romanien vius).

## Retrat després de la seva mort

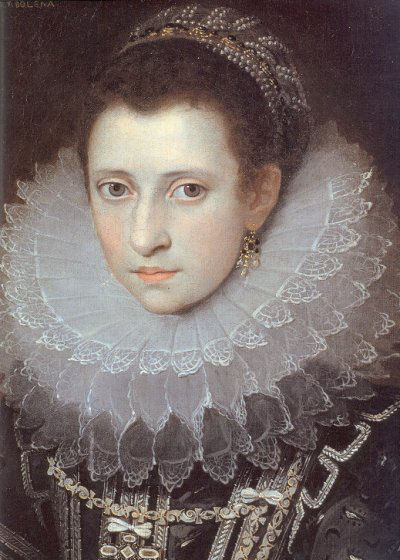
Un retrat idealitzat d'Anna Bolena, pintat en el segle posterior a la seva mort (d'aquí l'estil de vestir anacrònic), atribuït a Marcus Gheeraerts el Jove

Després de 1558, Anna va ser venerada com a màrtir i heroïna pels protestants anglesos, en particular pels treballs de John Foxe, que va sostenir que Anna havia salvat Anglaterra dels mals del catolicisme romà i que Déu havia donat la prova de la seva innocència i virtut, com que es va assegurar que la seva filla, Elisabet I, més tard, va esdevindre reina. A conseqüència d'aquesta visió, bona part de la noblesa anglesa va posar quadres d'Anna a les seves cases, a fi de mostrar lleialtat a la reina i la monarquia protestant. Encara que aquesta veneració d'Anna disminuís en els segles xviii i xix, la historiadora anglesa, Joanna Dennyla va ressuscitar-la com una heroïna protestant.
L'opinió més comuna en els segles xviii i xix era la imatge d'Anna com una víctima romàntica; una dona tenaç i bella que va ser destruïda pel seu marit, presentat com un tirà brutal pels historiadors més populars. Una biografia del segle xix d'Anna de Margaret Benger estava en particular plena de lloances cap a Anna, així com la titulada Estrella de la cort, de Serena Banbury. Els escriptors famosos i els novel·listes que van subscriure aquesta visió d'Anna (que va persistir en el segle XX) inclouen Jane Austen, Agnes Strickland, Jean Plaidy i Maxwell Anderson. L'obra de teatre i la pel·lícula guanyadora d'un Òscar Anna dels mil dies està inspirada en aquesta interpretació de la vida d'Anna, així com l'òpera de Donizetti Anna Bolena. Diverses novel·les populars també han adoptat aquesta idea favorable d'Anna Bolena.
Finalment, en la segona meitat del segle xx, els historiadors acadèmics determinats a estudiar el govern d'Enric VIII i la seva cort, i serioses institucions polítiques i culturals van sostenir que Anna Bolena havia estat una de les reines més ambicioses, intel·ligents i importants de la història europea. Van investigar les seves simpaties polítiques, xarxa de mecenatge i influència en política exterior i assumptes religiosos. Això va conduir a diversos estudis acadèmics de la seva vida, els més famosos dels quals són les dues biografies escrites per l'historiador britànic Eric Ives. David Starkey és altre historiador que de manera entusiasta promou aquesta interpretació d'Anna. Combinat amb la força intel·lectual del feminisme, que ha interpretat Anna Bolena des d'un punt de vista molt favorable, les històries més acadèmiques escriuen sobre ella amb respecte i compassió. El treball de l'acadèmica americana, Retha Warnicke, es concentra en els prejudicis de gènere de principis del segle xvi i el seu paper en la pujada d'Anna Bolena i la seva posterior caiguda.
Va haver-hi diferents tractaments de la seva vida a càrrec de populars historiadors, com ara Marie Louise Bruce, Hester W. Chapman, Norah Lofts, Carolly Erickson, Alison Weir, lady Antonia Fraser i Joanna Denny. En films, televisió i arts escèniques, ha estat interpretada per una gran varietat d'actrius famoses, incloent-hi Clara Kimball Young, Merle Oberon, Geneviève Bujold (nominada a l'Òscar), Dame Dorothy Tutin, Dame Joan Sutherland, Charlotte Rampling, Vanessa Redgrave, Helena Bonham Carter, Jodhi May, Natalie Portman i Natalie Dormer.

## Taula successòria
| Precedit per: Caterina d'Aragó | Reina consort d'Anglaterra 1533 - 1536 | Succeït per: Jane Seymour |

## Filmografia sobre Anna Bolena

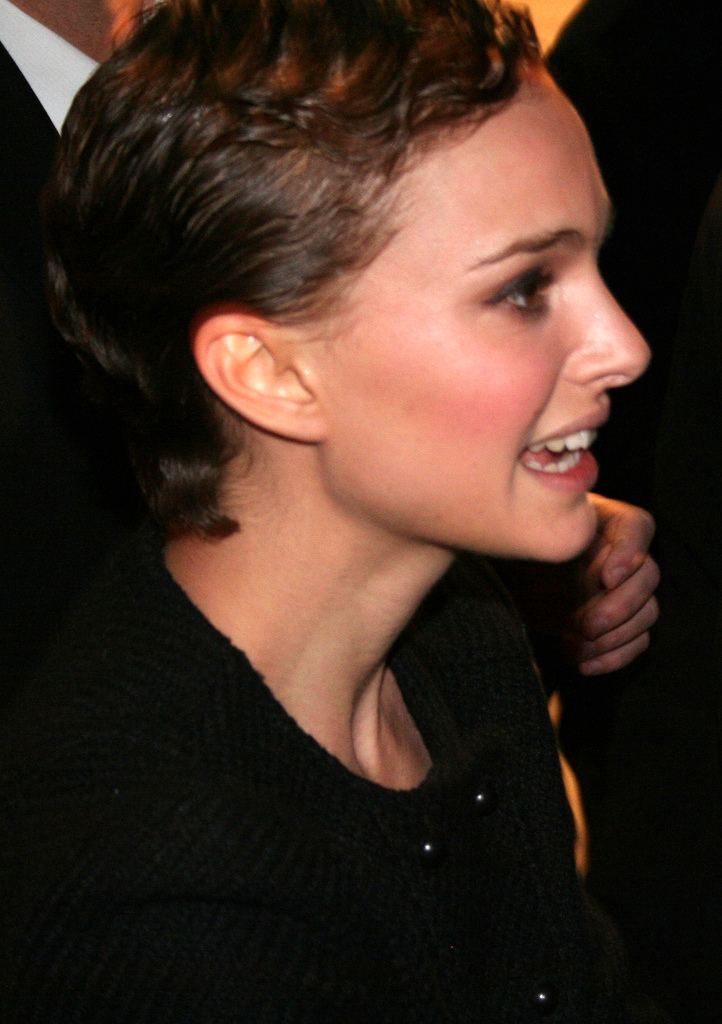
Natalie Portman interpreta Anna Bolena en Les germanes Bolena (2008)

| Any  | Pel·lícula          | Director        | Personatge       |
| ---- | ------------------- | --------------- | ---------------- |
| 2008 | Les germanes Bolena | Justin Chadwick | Natalie Portman  |
| 2007 | Els Tudor           | Michael Hirts   | Natalie Dormer   |
| 1969 | Anna dels mil dies  | Charles Jarrott | Geneviève Bujold |